# Jamie McGinn
James Robert „Jamie“ McGinn V. (* 5. August 1988 in Fergus, Ontario) ist ein ehemaliger kanadischer Eishockeyspieler, der im Verlauf seiner aktiven Karriere zwischen 2004 und 2019 unter anderem 663 Spiele für die San Jose Sharks, Colorado Avalanche, Buffalo Sabres, Anaheim Ducks, Arizona Coyotes und Florida Panthers in der National Hockey League (NHL) auf der Position des linken Flügelstürmers bestritten hat. Seine beiden jüngeren Brüder Tye und Brock McGinn sind ebenfalls professionelle Eishockeyspieler.

## Karriere

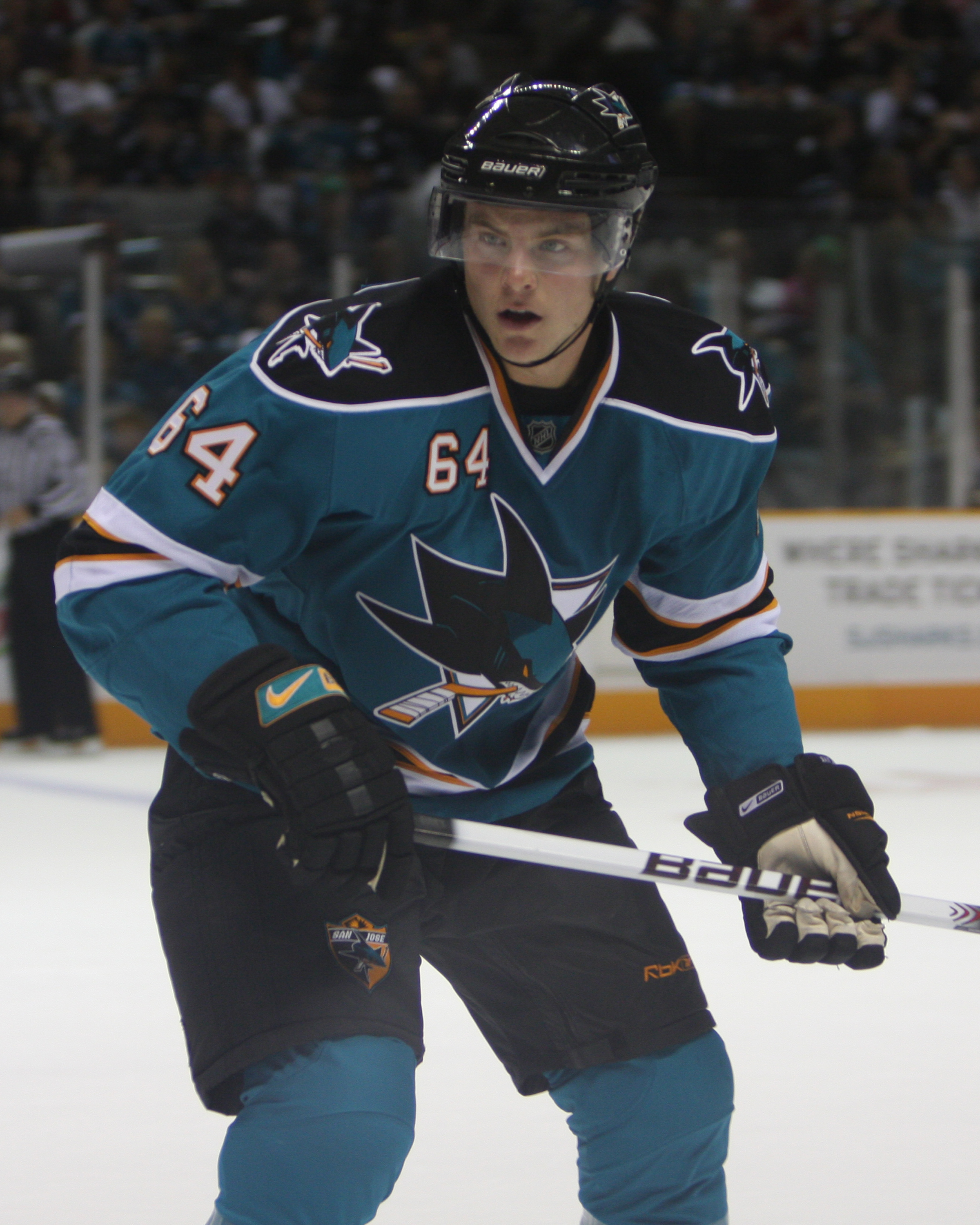
McGinn im Trikot der San Jose Sharks (2009)

McGinn begann seine Karriere zur Saison 2004/05 bei den Ottawa 67’s in der Ontario Hockey League. In seiner Rookiesaison verbesserte sich McGinn stetig und konnte, nachdem er in der regulären Saison in 59 Partien 22 Punkte erzielt hatte, in den Playoffs elf Punkte in 18 Spielen verbuchen. In den folgenden beiden Spieljahren steigerte der Flügelstürmer seine Punktausbeute stetig. Am Ende der Saison 2006/07 führte er mit 89 Punkten das gesamte Team der 67’s nach Scorerpunkten an und wurde ins dritte All-Star-Team der Liga gewählt.
Nach dem Ausscheiden aus den Playoffs unterschrieb McGinn einen Vertrag bei den Worcester Sharks, dem Farmteam der San Jose Sharks, die ihn im NHL Entry Draft 2006 in der zweiten Runde an 36. Position ausgewählt hatten. Da die AHL-Saison noch nicht beendet war, bestritt McGinn dort seine ersten Spiele im Profibereich. In der darauffolgenden Sommerpause nahm er erstmals am Trainingscamp der San Jose Sharks teil, wurde aber ebenso wie sein Teamkollege Logan Couture zu den Ottawa 67’s zurückgeschickt. In seiner vierten OHL-Saison verpasste der Kanadier die erneute Steigerung seiner Punktausbeute deutlich, da er wegen langwierigen Rückenproblemen einige Spiele ausfiel. Nach Beendigung der Spielzeit beriefen ihn die Worcester Sharks erneut in den AHL-Kader, wo er sich für die AHL-Saison 2008/09 schließlich einen Stammplatz erarbeiten konnte. Nach guten Leistungen in den ersten Pflichtspielen für Worcester erhielt er schließlich seine erste Einladung in den NHL-Kader San Joses und gab wenige Tage später sein NHL-Debüt. Im Verlauf der Spielzeit absolvierte der Stürmer 35 NHL-Partien, in denen ihm sechs Scorerpunkte gelangen. Zudem kam er in 47 Spielen für die AHL-Sharks zum Einsatz.
Am 27. Februar 2012 transferierten ihn die San Jose Sharks gemeinsam mit Mike Connolly und Michael Sgarbossa im Austausch für Daniel Winnik, T. J. Galiardi und einem Siebtrunden-Wahlrecht für den NHL Entry Draft 2013 zur Colorado Avalanche. Jamie McGinn absolvierte in der Spielzeit 2011/12 noch 17 Partien für die Avalanche, dabei gelangen ihm acht Tore und insgesamt 13 Scorerpunkte. Im Rahmen des NHL Entry Draft 2015 wurde McGinn samt Ryan O’Reilly an die Buffalo Sabres abgegeben. Colorado erhielt im Gegenzug Buffalos Zweitrunden-Wahlrecht für diesen Draft sowie Michail Grigorenko, Nikita Sadorow und J. T. Compher.
Im Februar 2016 wurde er kurz vor Ende der Transferfrist im Austausch gegen ein erfolgsabhängiges Drittrunden-Wahlrecht beim NHL Entry Draft 2016 zu den Anaheim Ducks transferiert. Aus dem Draftpick wird ein Zweitrunden-Wahlrecht für den NHL Entry Draft 2017, falls die Ducks in den Playoffs 2016 das Finale der Western Conference erreichen und McGinn dabei mindestens die Hälfte der Spiele bestreitet. Dies trat in der Folge nicht ein.
Nach der Spielzeit 2015/16 erhielt McGinn keinen neuen Vertrag in Anaheim, sodass er sich im Juli 2016 als Free Agent den Arizona Coyotes anschloss. Diese jedoch gaben ihn bereits nach einer Spielzeit im September 2017 an die Florida Panthers ab und erhielten im Gegenzug Jason Demers. In Florida war McGinn bis zum Ende der Saison 2018/19 aktiv, ehe sein auslaufender Vertrag nicht verlängert wurde. Im Oktober 2019 bestritt er im Rahmen eines Probevertrages (professional tryout contract) zwei Partien für die Charlotte Checkers in der AHL, ohne dass daraus ein festes Engagement wurde. Anschließend beendete McGinn seine aktive Karriere.

## Erfolge und Auszeichnungen
- 2006 Teilnahme am CHL Top Prospects Game
- 2007 OHL Third All-Star-Team

## Karrierestatistik

### International
Vertrat Kanada bei:
- World U-17 Hockey Challenge 2005
- U18-Junioren-Weltmeisterschaft 2006

(Legende zur Spielerstatistik: Sp oder GP = absolvierte Spiele; T oder G = erzielte Tore; V oder A = erzielte Assists; Pkt oder Pts = erzielte Scorerpunkte; SM oder PIM = erhaltene Strafminuten; +/− = Plus/Minus-Bilanz; PP = erzielte Überzahltore; SH = erzielte Unterzahltore; GW = erzielte Siegtore; 1 Play-downs/Relegation; Kursiv: Statistik nicht vollständig)